# Anni-Linnea Alanen
Anni-Linnea Alanen (ur. 11 listopada 2002) – fińska lekkoatletka specjalizująca się w rzucie oszczepem, olimpijka (2024).
W sezonie 2021 została brązową medalistką mistrzostw Europy juniorów, a w sezonie 2023 brązową medalistką młodzieżowych mistrzostw Europy.
Medalistka mistrzostw Finlandii, reprezentantka kraju w drużynowych mistrzostwach Europy i w meczach międzypaństwowych m.in. w Finnkampen.
Nie awansowała do finału podczas mistrzostw Europy w Monachium (2022) i Rzymie (2024).
Rekord życiowy: 62,45 (2 lipca 2023, Pihtipudas).

## Osiągnięcia
| Rok  | Impreza                                 | Miejsce     | Pozycja           | Wynik |
| ---- | --------------------------------------- | ----------- | ----------------- | ----- |
| 2021 | I liga drużynowych mistrzostw Europy    | Kluż-Napoka | 7. miejsce        | 51,06 |
| 2021 | Mistrzostwa Europy juniorów             | Tallinn     | 3. miejsce        | 54,80 |
| 2021 | Mistrzostwa świata juniorów             | Nairobi     | 11. miejsce       | 48,25 |
| 2022 | Mistrzostwa Europy                      | Monachium   | el. – 23. miejsce | 52,09 |
| 2023 | I dywizja drużynowych mistrzostw Europy | Chorzów     | 4. miejsce        | 59,69 |
| 2023 | Młodzieżowe mistrzostwa Europy          | Espoo       | 3. miejsce        | 56,67 |
| 2023 | Mistrzostwa świata                      | Budapeszt   | el. – 17. miejsce | 58,30 |
| 2024 | Mistrzostwa Europy                      | Rzym        | el. – 21. miejsce | 53,03 |
| 2024 | Igrzyska olimpijskie                    | Paryż       | el. – 30. miejsce | 55,30 |